# Dongbei Bingfengqu
Dongbei Bingfengqu (chinesisch 东北冰封区 ‚Nordöstliches Vereisungsgebiet‘) ist ein großes Gebiet mehrerer Meter langer und breiter Gletscherspalten im ostantarktischen Prinzessin-Elisabeth-Land. Es liegt nordöstlich des Zentrums der Grove Mountains. Das Gebiet fällt von Süden nach Norden ab.
Chinesische Wissenschaftler benannten es im Jahr 2000.